# Darejan Dadiani
Darejan Dadiani (em georgiano: დარეჯანი), também conhecida como Daria (დარია; Russo: Дарья Георгиевна, Darya Georgyevna) (Principado de Mingrélia, 20 de julho de 1738 – São Petersburgo, 8 de novembro de 1807), foi rainha de Caquécia, e depois de Cártlia-Caquécia no leste da Geórgia, como a terceira esposa do Rei Heráclio II (também conhecido como Heraclius II). Ela era filha de Katsia-Giorgi Dadiani, um membro da casa real de Mingrélia. Darajan se casou com Heráclio em 1750 e o seu casamento durou quarenta e oito anos até a sua morte em 1798; A união se resultou em vinte e três filhos. Nos últimos anos do reinado de seu marido, Darejan teve grande influência na política e nos assuntos da corte. Ela era cética das políticas pro-russas de Heráclio II e de seu sucessor, o seu enteado, Jorge XII, o qual ela tentou evitar com que chegasse ao trono. Depois da anexação russa, ela foi deportada para a propriedade russa em 1803. Ela morreu em São Petersburgo com sessenta e nove anos e foi sepultada em Alexander Nevsky Lavra.

## Juventude e casamento
Darejan era filha de Katsia-Giorgi Dadiani, filho mais novo de Bezhan Dadiani, Príncipe de Mingrélia no oeste da Géorgia. Ela tinha apenas 12 anos em 1750, quando Heráclio, na época reinando Caquécia, a escolheu para ser a sua terceira esposa, um ano depois da morte de sua segunda esposa, Ana Abashidze. O casamento foi negociado sob o comando de Heráclio por sua parente, a princesa Khoreshan, filha do rei de Cártlia, Jesse e esposa do príncipe Jesse Amilakhvari. O acordo foi feito por Khoreshan e Saba, Bispo de Ninotsminda, em Surami, onde Heráclio a encontrou. O casamento foi celebrado na corte do pai de Heráclio, Teimuraz II, rei de Cártlia, em Tbilisi. Em 1762, Heráclio de Caquécia sucedeu ao seu pai no trono de Cártlia, unindo os dois reinos georgianos em um único estado.

## Questão da sucessão
O primeiro filho melhor documentado do casal, a princesa Helena, nasceu em 1753, seguida de mais vinte e duas crianças entre 1755 e 1782. Do mesmo modo que seus filho cresciam, Darejan desejava assegurar o direito de sucessão de um de seus filhos contra o filho sobrevivente mais velho de Heráclio de seu segundo casamento com Anna Abashidze, o príncipe Jorge, o auge do envolvimento político de Darejan na Geórgia. Nos últimos anos de vida de Heráclio II, ela tornou-se mais envolvida e influente. Em 1791, Darejan persuadiu o seu marido para derrubar o princípio da primogenitura em favor da herança fraternal, determinando em seu testamento que após sua morte, seu filho mais velho Jorge iria se tornar rei, mas que depois da morte de Jorge, o trono passaria para o próximo filho sobrevivente de Heráclio, em vez de um dos filhos de Jorge. Os filhos sobreviventes de Heráclio e Darejan (Iulon, Vakhtang, Mirian, Alexandre, e Parnaoz) Emergiram na linha de sucessão. Depois da morte de Heráclio em 1798, o rei Jorge XII, renegou a vontade do falecido rei, declarando-a inválida, uma vez que ele seria forçado a virar rei por vontade de seu pai. Isso ocasionou uma quebra nas já conflituosas relações entre Jorge XII, Darejan e seus meio-irmãos.

## Relações com a Rússia
Outra questão conflituosa entre Darejan e o seu reinante enteado foram as relações da Geórgia com a Rússia. Darejan já era cética da aproximação da Geórgia com o vizinho do norte desde o período de Heráclio II, especialmente depois que os russos, mesmo com o Tratado de Georgievsk assinado em 1783, que dizia que a Rússia iria proteger o reino de Heráclio das agressões externas, deixaram os georgianos sozinhos para lidarem com uma desastrosa invasão do Irão em 1795. A rainha afirmou repetidamente que as relações com a Rússia não trouxeram nenhum benefício para a Geórgia.
Darejan e seus apoiadores opuseram a decisão de Jorge XII de fazer um novo pedido para proteção da Rússia, em 1800, um dos filhos de Darejan, o príncipe Alexandre, cortou as relações com seu meio irmão e organizou um golpe, com a ajuda de deu Canato e de aliados iranianos. As relações na família real pioraram em 1800, quando Jorge XII forçou a rainha Dowager Darejan a se confinar em seu palácio em Avlabari, fazendo com que os filhos de Darejan mobilizassem suas forças leais ao redor de Tbilisi.

## Queda e exílio

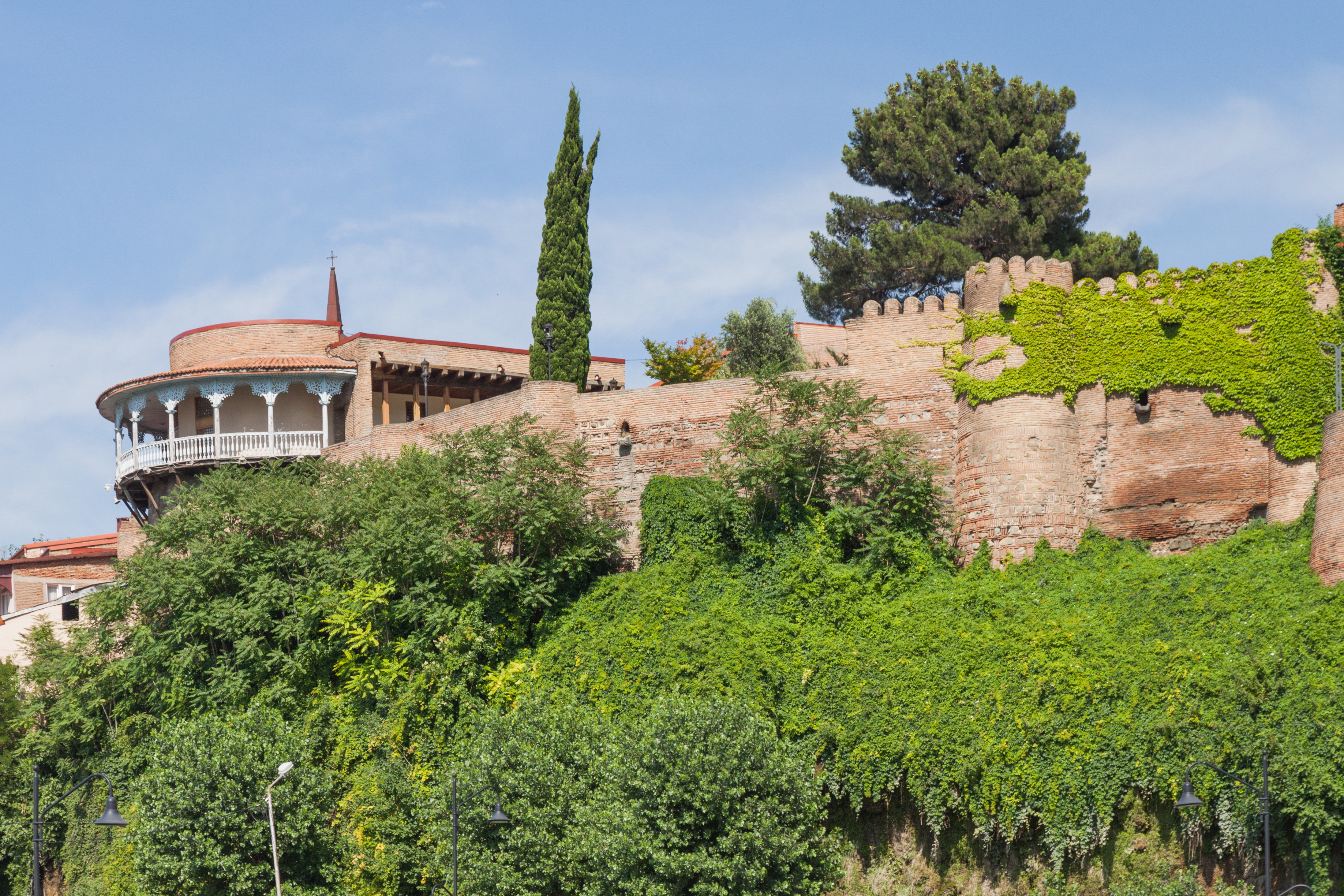
Palácio de Darejan em Tbilisi

Depois da morte de Jorge XII em dezembro de 1800, o general russo, Ivan Lazarev, confirmou a ordem do Czar Paulo I de que todos os membros da família real, começando com Darejan, que eram contra a nomeação de um novo herdeiro para o trono. Depois da morte de Paulo I em março de 1801, Darejan apelou para o novo Czar, Alexandre I, para confirmar seu filho mais velho, Iulon, como novo rei e protegessem ela e seus parentes de ataques do herdeiro de Jorge XII, príncipe David e de seus apoiadores. Entretanto, o governo russo seguiu com a anexação da Geórgia, acabando com os milênios de poder da dinastia Bagrationi na Geórgia.
A rainha Dowager e seus filhos começaram a se opor ao novo regime; Iulon, Alexandre, e Parnaoz estavam em rebelião aberta. Todas as viagens de Darejan para fora de Tbilisi era observadas de perto pelos militares russos. Eventualmente, o Czar Alexandre ordenou ao general na Geórgia, Karl Knorring, a deportação de todos os membros da família real georgiana para o exílio em território russo em 20 de agosto de 1802. O conselho de estado confirmou a decisão e instruiu Knorring a "reforçar todas as medidas para o transporte de Rainha Darejan e outros membros da família real para a Rússia, porque a sua presença na Geórgia será sempre uma causa e razão [para o desenvolvimento de] partes hostis" a hegemonia russa. As relações de Darejan com Knorring eram particularmente tensas. Uma vez, o general a irritou por ter usado seu chapéu e casaco em sua casa e por ter interrompido uma entrevista  ao meio dia, declarando que era a hora de sua vodca.
O pedido de deportação foi preenchido pelo sucessor de Knorring, general Pavel Tsitsianov, ele era de origem georgiana. Em vão, Darejan mencionou um problema de saúde para evitar o exílio. Tsitsianov respondeu que nada poderia adiar a sua deportação. Ela foi acusada de fazer uma correspondência "traidora"  com os inimigos da Rússia e da remoção do venerado Ícone de Ancha de uma igreja em Tbilisi. Os militares russos escoltaram Darejan em 25 de outubro de 1803 longe de seu neto em Mukhrani para o seu exílio na Rússia.